# 上水鄉
上水鄉（英語：Sheung Shui Heung），通稱上水圍（英語：Sheung Shui Wai），位於上水梧桐河與石上河之間的河套平原上，廖氏遠祖於元朝時期（1271年至1368年）從福建南下立籍於鄉內之圍內村，其圍牆與護河建於1646年，結構嚴謹，是新界鄉郊各個聚居地之中的極少數仍然保留原有護河的圍村。鄉內的廖萬石堂建於1751年，是香港保存最好及最具規模的客家宗祠之一，建造講究，陳列大量珍貴文物，1985年獲列為「香港法定古蹟」。
上水鄉每隔六十年才舉行一次太平清醮，是香港所有舉行太平清醮的鄉村中間隔期最長的，故此對於村民和區內居民來說一生中能看見一次打醮祭典已屬難得，最近的一次在2006年3月舉行，吸引村內外逾二萬人到場觀看。
「上水圍」一名原指上水廖氏於明末清初建成的第一條具有圍牆與護河的圍村。在清代遷界令結束後，廖氏一族回歸上水圍，並開始在圍內外建屋，擴大村界，逐漸發展成今天的，而歷史最悠久的「上水圍」則改稱「圍內村」，與新建八村一起合稱「上水鄉」，但是由於上水圍的名聲很大，傳統圍村形象深入人心，而「上水」之名又已演變成包含古洞、河上鄉等一大片區域的地名（即「上粉沙打」分區），涵蓋了鄰近多條非廖氏族人的村落，族外人又多不清楚如何區分鄉內不同村落，所以香港市民至今仍然習慣以「上水圍」一名稱呼當地村落，認爲「上水圍」一詞等同「上水鄉」，不過政府在區內的路標上已統一使用「上水鄉」之名。

## 上水鄉廖氏的簡介

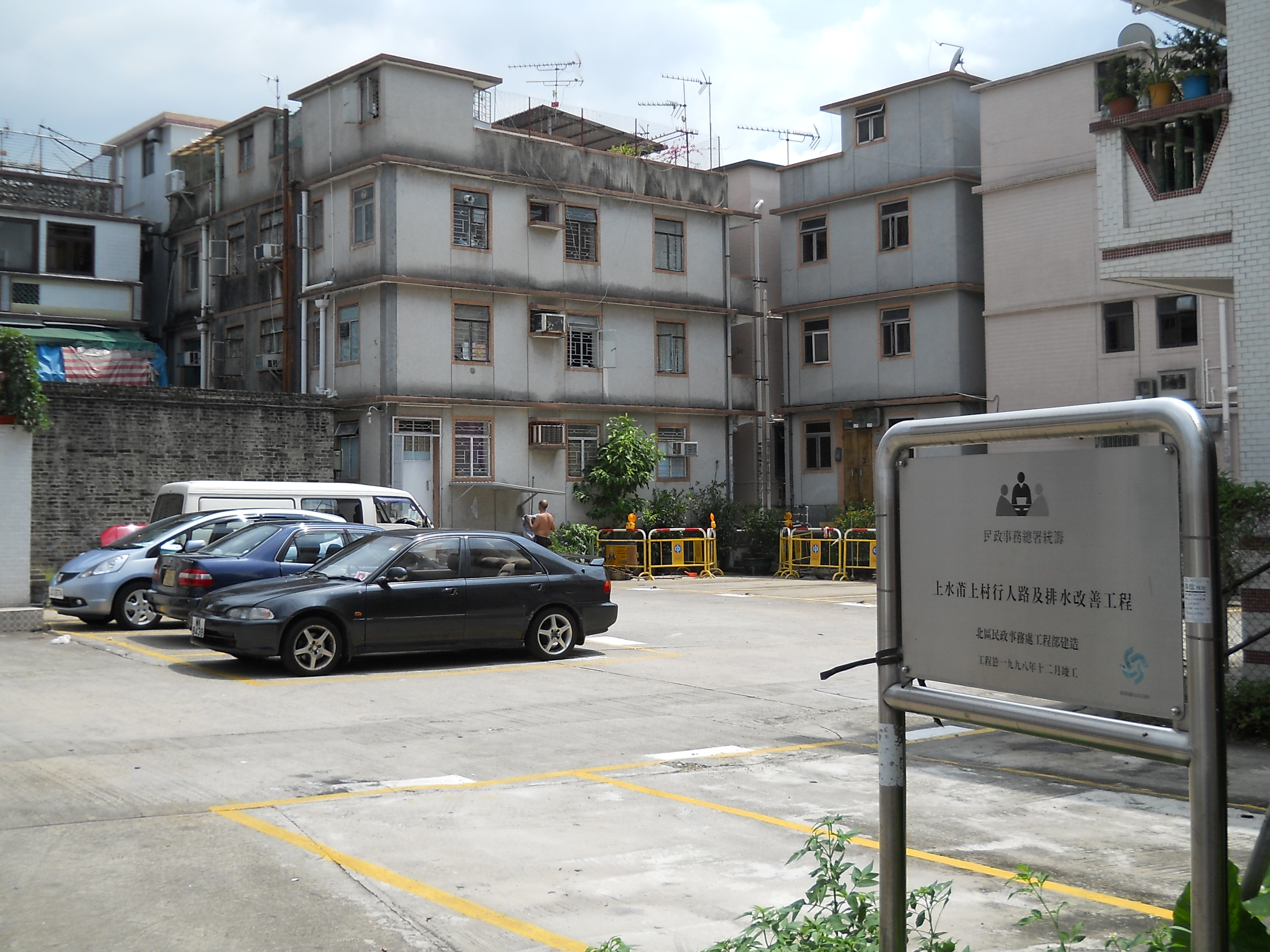
莆上村

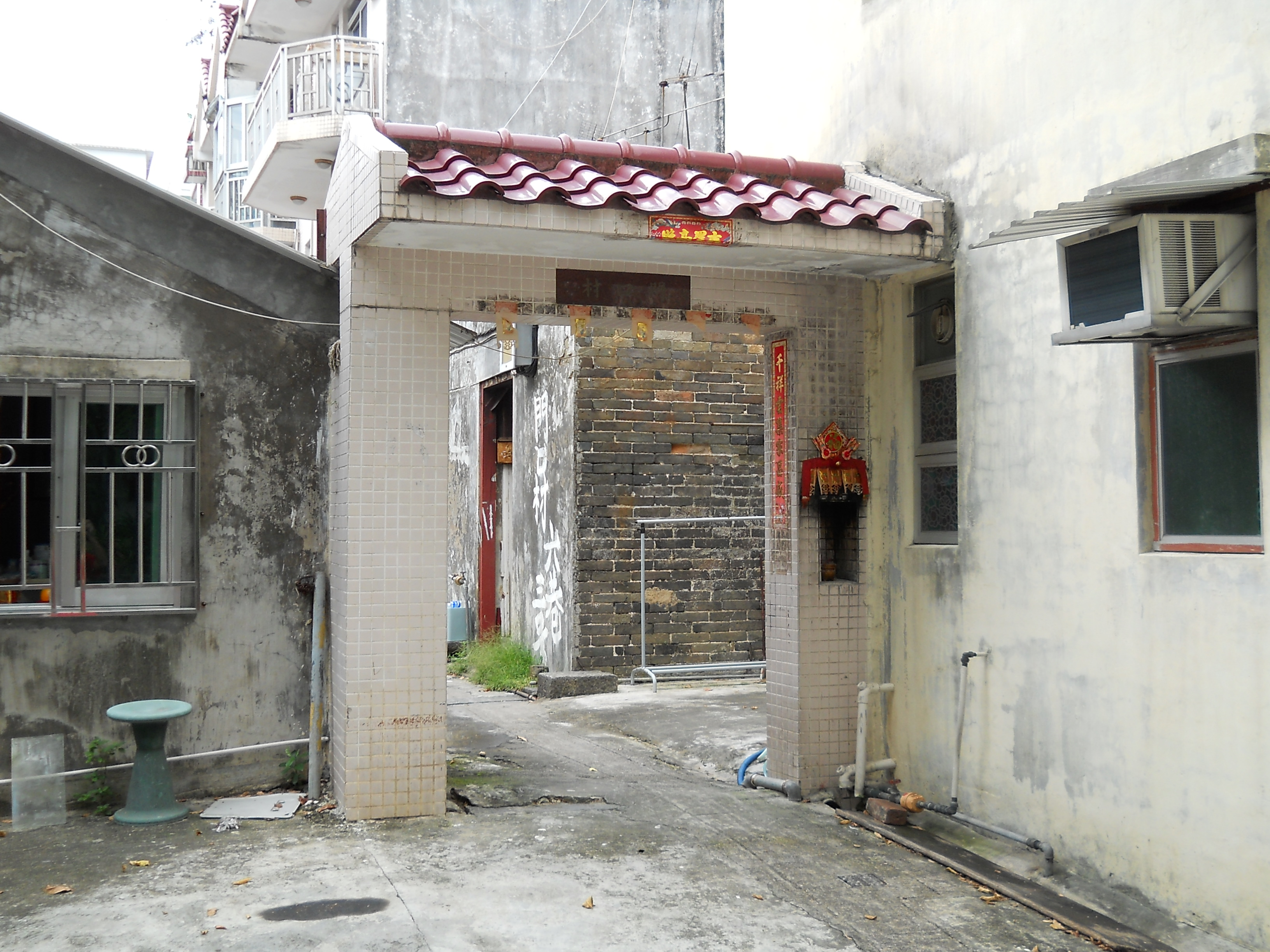
門口村

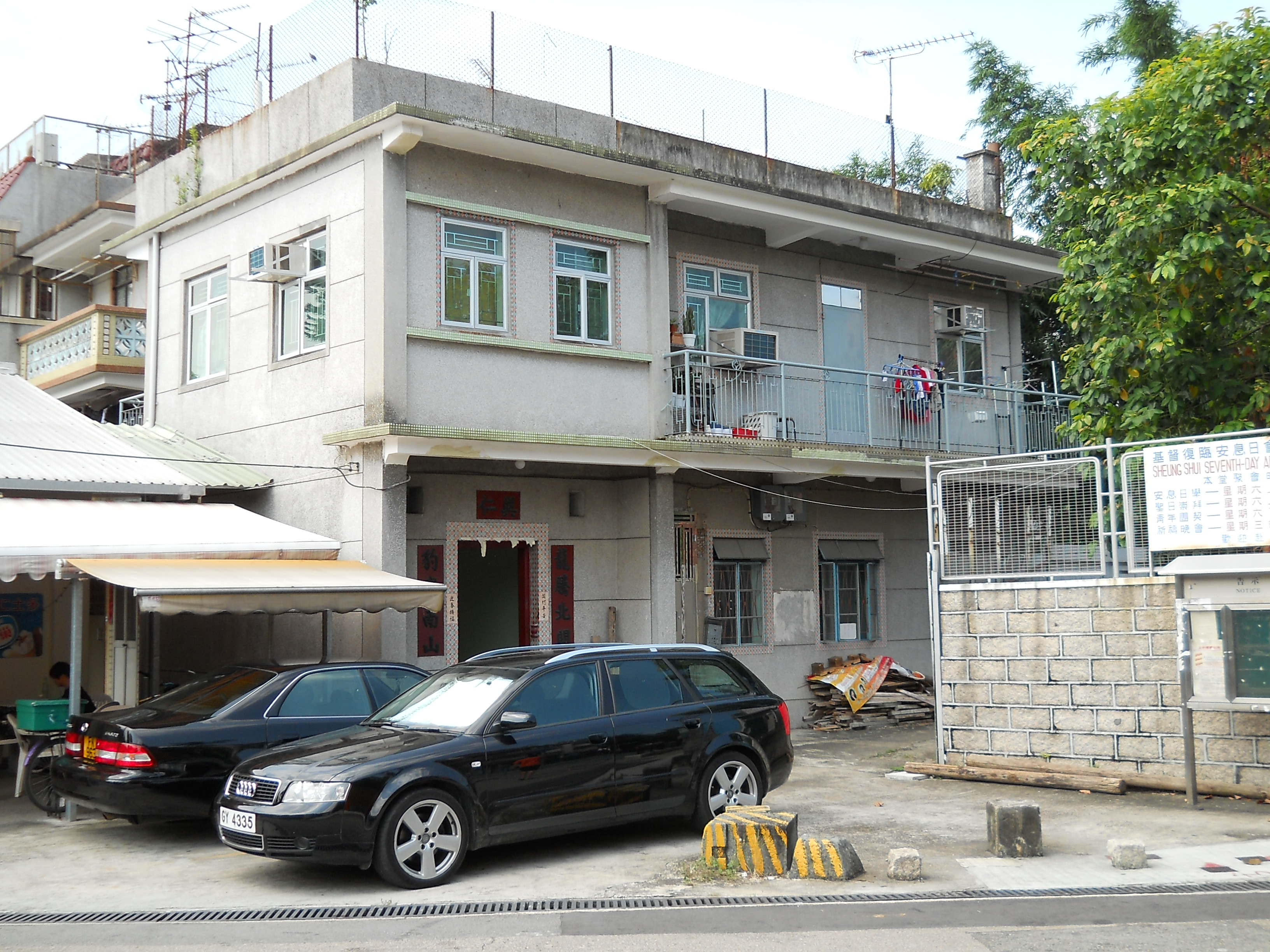
興仁村

上水廖氏是新界五大氏族之一，定居於上水鄉。廖氏根據《廖氏族譜》，可追溯至西晉子璋公開始，是自有文獻以來的源頭。子璋公因武功顯著而封為衛鎮國大將軍，其子孫十分繁衍，散居各地。上水廖氏祖先為廖仲傑，元末時從福建汀州南遷至香港，初住屯門，再遷深圳福田，最後定居於本名為鳳水鄉的上水鄉。有傳廖仲傑與文天祥的後人私交甚篤，隨南宋兵敗而南遷。廖仲傑約在公元1350年定居於上水，後娶侯氏為妻，得廖自玉一子，是為二世祖。廖自玉得四子，分別是如圭、如璋、如璧及如興。如興沒有後代，如圭為長房，如璋為二房，如璧為三房，是為上水廖氏的三房。上水廖氏第四代有六子，分別是長房所生應文、應武，二房所生應龍、應鳳，三房所生應綱、應紀。而應武及應紀無嗣，第四代原有六人，只剩四人，分為四斗，長房為北斗，三房為南斗，二房為東、西兩斗。這就是上水廖氏祖先的三房四斗。
到明代萬曆年間，廖族子孫繁衍，因避李萬榮之擾，故建圍自保，在清順治三年(公元1646年)動工興建，次年完工，即今天的上水圍。
圍牆外有護河環繞，正門安裝了連環鐵門。清康熙初年，鄭成功起兵，故清朝在沿岸地區厲行遷界，上水鄉被迫遷徙。至康熙七年才遷回上水鄉，及後在此正式落地生根。及後上水廖氏三房四斗的基礎下繁衍，在圍內外建屋，發展成今天的圍內村、門口村、莆上村、大元村、中心村、上北村、下北村、興仁村及文閣村，九條村所組成的上水圍村。這九條村都載於《新界原有鄉村名册》之內，即是在1898年4月16日前已居住在上述九條村被認可的廖氏族人及其後代，都是新界原居民。在建圍初期，廖氏人口約有五百多人，到了1955年，已增加到三千六百多人，而在一九六零年代，再增加到四千四百一十人，其中二千零二十六人為男丁。
廖氏最尊崇的是族長，此職位一定是由男性族人繼承，族長是族人輩份最高的人，主要職責是帶領族人進行春秋二祭。族長之下有「二族」一名，都是主要負責拜祭事宜。圍內九條村中，每條村根據人口比例選出村代表，每五十人選一個選村代表，而他們之間會選出一名村長及兩名副村長，負責整個上水鄉廖氏的行政事務，村中又有鄉公所，負責處理鄉務。2003年起政府通過《村代表選舉條例》後村代表產生方法自始受到法例規管，村代表選舉由民政事務總署負責並由村民投票產生，上水鄉設三名原居民代表及一位居民代表；另外由鄉公所自行舉辦選舉選出鄉務委員（相當於過去的「村代表」）負責協助村代表。由三名原居民代表、居民代表及鄉務委員組成村務會議負責村內事務。而鄉公所規定三名原居民代表中得票最高一位為主席（相當於過去「村長」一職）；其餘兩位原居民代表則為副主席（相當於過去「副村長」一職）。現時村長為廖興洪，兩位副村長為廖世鴻及廖國華。
上水廖氏的祖祠是廖萬石堂，為永定二十一世孫廖瑛於乾隆十六年所建，建祠之地為龍脈之首，相傳北宋廖族祖廖剛及其四子都任高官，每人俸祿兩千石，合計萬石之意。廖萬石堂曾作書塾、祭祀、集會、辦喜事及招待達官貴人之用，現在對外開放作參觀之用。另外，東西兩斗各有分祠，西斗分祠為明德堂，建於1828年，東斗分祠為顯承堂，建於1838年。兩者以供族人祭祀婚喪及集會之用，兩者及廖萬石堂現在均為香港的法定古蹟。

## 上水廖氏秋祭的概況
每年農曆的九月初九、初十，亦即重陽的正日及翌日，上水鄉公所均會統籌兩天的秋祭儀式，九月初九會到廖族開基祖廖仲傑位於上水金錢村鰲地的衣冠塚墓地祭祀，並墓兩則為長房七世祖樂得公及三房八世祖培岡公的墓地，兩人因資助重修墓地有功，故可葬於廖仲傑之墓旁。而翌日則會到二世祖廖自玉位於粉嶺和合石的墓地－因風水地形之得名的虎地祭祀。而秋祭的目的，在於維繫族人與先人的關係，強化族人慎終追遠的傳統孝行及透過祭祀來加強族人之間的凝聚力及身份認同。每年的秋祭都花費數十萬，會從廖氏各房的祖產祭祀基金來填補，而這些資金的來源是祖產的田租、地租所得 。例如2000年的秋祭支出是三十萬港元，但當年的租金收入達二百五十多萬，足以彌補有餘。
在秋祭正日，由各鳳溪中、小學所組成的學生省墓隊會先在鄉公所唱歌歌頌廖氏祖先，然後會合上水廖氏的族長、二族、房長、父老(即六十歲以上的男性族人)、鄉紳及其他各房各斗或在已移居海外的宗族成員，均會回港參加秋祭。所有人集合後，便乘旅遊巴到墓地拜祭。到達墓地後，先靜默三分鐘，然後祭祀儀式會由族長主持，當中會燃放爆竹，再奏樂，其後族長會進行「禮生」及讀祭文，主祭者會進行祭酒、焚香燭及獻祭品，最後主祭者會安排參加祭祀者的次序由輩份高至低在祖墓前進行拜祭，有些父老更會進行三跪九叩的儀式，以表示對祖先的尊重。禮成後六十歲以上輩份較高的族人可分得豬肉，即俗稱的「太公分豬肉」，以表示福壽綿延，有些氏族會以分發金錢，即「山頭錢」來代替分豬肉，鼓勵族人參加秋祭。最後進行食盆菜後，整個秋祭儀式便完成。

### 近年轉變
在九十年代開始的秋祭，已有若干變化。以往的秋祭是整支拜祭隊伍由上水圍出發，步行公路至上水金錢村鰲地及粉嶺和合石的的虎地兩墓地，人數多達數千人，一路走一路燒炮竹，當中更要警方協助開路，參加人數比現今的秋祭多很多。在八十年代末至九十年代初，政府在上水建設石湖墟，截斷了路程中的公路，不能再步行至墓地。加上近年參加的人數減少，所以近年都改搭旅遊巴，把所有參加者載到墓地 。
至於在儀式方面，近年秋祭的儀式已經出現變化或簡化。在數十年前已經批准女性族人參加秋祭，現在連儀式亦受到簡化。首先儀式的時間由以往的約四十五分鐘縮減至現在約十五分鐘，以往長老要跪拜數十次，現在為了減輕長者身體的負擔，以站立吶喊祭祀代替。而以往的所謂「食山頭」，是在拜祭後當地，八人為一組就地而坐，分享盆菜。
由於近年的時代轉變，很多在墓地進行「食山頭」的儀式不能配合，例如攜帶大鐵鍋上山不方便，而現在願意在野外煮飯的人又不多，加上在墓地周圍進食又不衛生及容易引起山火，故自2000年代起，「食山頭」已更改在鳳溪第一中學的草地運動場進行 。盆菜分別在廖萬石堂及東慶堂等廚房以柴火煮熟，要以貨車運到鳳溪第一中學的草地運動場，然後在現場分餚，即所謂的「打盆」，筵開數百席。而且因為近年酒樓菜館日漸普遍，所以有些廖氏族人會在酒家預訂盆菜代替「食山頭」。
近年秋祭參加的人數漸減，新一代青年的思想轉變，不願參加這些傳統儀式。參加者的心態出現了轉變，除了是較以往減少了拜祭的熱情外，還有是因為以往比較窮，一餐盆菜對於村民而言是十分吸引，所以都會參加秋祭。但現今生活較富裕，一餐盆菜對於村民的吸引力下降，所以參加的意欲較以往為低。除了以上的因素外，還有較為客觀的因素。由於廖氏年青一代遷居海外或市區的情況較以往普遍，而他們又較不願意參加秋祭。此外，近年廖氏子弟就讀鳳溪公立中、小學的人數減少，鳳溪公立中、小學規定校內廖氏子弟的學生必須參加秋祭，以上水鳳溪中學為例，六十年代創校時七成學生都是廖氏，但到了2004年，鳳溪中學只剩兩成是廖氏學生。所以廖氏子弟就讀的人數減少，參加秋祭的人數自然減少。

## 2006年太平清醮

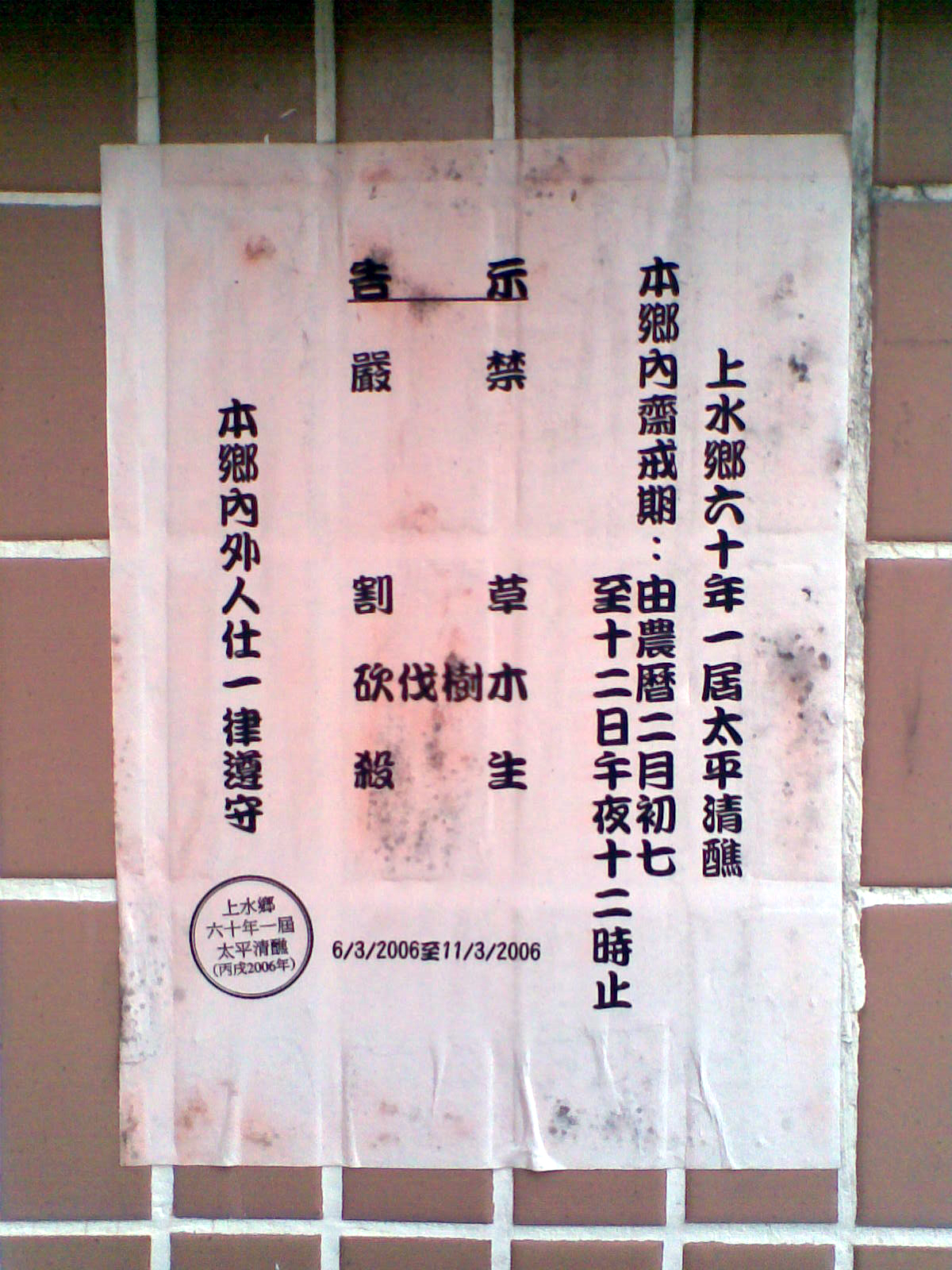
上水鄉太平清醮齋戒告示

上水廖氏每次打醮相隔六十年，是香港所有村落打醮年間最久遠的打醮。打醮被視為一種宗教活動，太平清醮的由來有眾多傳說，都是與天災人禍有關，在災後請高僧道士在廟宇或祠堂內設壇祈禱、誦經唸咒、超度亡魂，希望求得風調雨順及消災解難。香港的打醮目的及功能主要有三，一是解除瘟疫的「瘟醮」，主要是為了超度在天災或人禍中的亡魂；二是從感恩角度出發，答謝各神對於民間的眷顧；三是具有一種族人身份確認的功能，在打醮中的醮榜，會把宗族成員及非宗族成員分類，一個人的血緣地位是可透過醮榜被確定，故打醮的目的亦是「再次規定和確認擁有共同財產和共同祖先的次宗族集團的成員資格」。
要追溯再上一次的廖氏打醮，則是二次大戰後的1946年。至於為何定於六十年一次的打醮年期典故亦相當有趣，相傳原本上水鄉的打醮是每十年一次，但每次打醮後都有不少長老過身，故某一次打醮後只名緣首以勝杯問卜的形式請示天后娘娘，但三年、五年、十年、十二年及二十年都得不到勝杯，及後有不耐煩的問卜者說：「莫非要六十年一次？」便一擇得勝杯，自此六十年的年期成為定制，沿用至今。1946年的打醮紀錄原本是有保存的，但八十年代的一次水災，毀壞了不少資料，加上上一屆籌委會的成員全部也過身，所以前人所留下來的資料是相當有限。故今次打醮籌委會找了十八位高齡的長老做顧問，以他們的回憶作依據，加上請來香港中文大學的專家及派員到其他鄉村的打醮「取經」。

## 鄉內村落
- 圍內村（英語：Wai Loi Tsuen）
- 門口村（英語：Mun Hau Tsuen）
- 中心村（英語：Chung Sum Tsuen）
- 莆上村（英語：Po Sheung Tsuen）
- 大元村（英語：Tai Yuen Tsuen）
- 上北村（英語：Sheung Pak Tsuen）
- 下北村（英語：Ha Pak Tsuen）
- 興仁村（英語：Hing Yan Tsuen）
- 文閣村（英語：Man Kok Tsuen）

## 鄉內私人屋苑
- 全采居（英語：Vivid Villa）

## 鄉內其他建築
- 上水基督復臨安息日會教堂（英語：Sheung Shui Seventh-Day Adventist Church）
- 大埔區少年警訊會所（英語：Tai Po District Junior Police Call Club House）（前身爲舊上水警署）

## 鄉內歷史建築
- 廖萬石堂
- 廖顯承堂（應龍廖公家塾）
- 廖明德堂（應鳳廖公家塾）
- 舊上水警署

## 鄉郊代表
- 原居民代表：廖興洪、廖世鴻、廖國華[16]
- 居民代表：廖駿駒[17]

## 人士
- 廖潤琛：太平紳士，曾是上水鄉村長、新界鄉議局第一副主席，廖駿駒之父，孻子廖駿雄與該支孫子廖家爵均是香港藝人。[18]

## 資料來源
1. ↑  謝德隆編，《上水鄉二零零六年太平清醮全醮籙》(香港：思可出版社，2008)，頁3。
2. ↑  蕭國健，《新界五大家族》(香港：現代教育硏究社，1990)，頁10。。
3. ↑  新界鄉議局編，《新界原有鄉村名册：供諮詢稿》(香港：新界鄉議局，1988)，頁18。

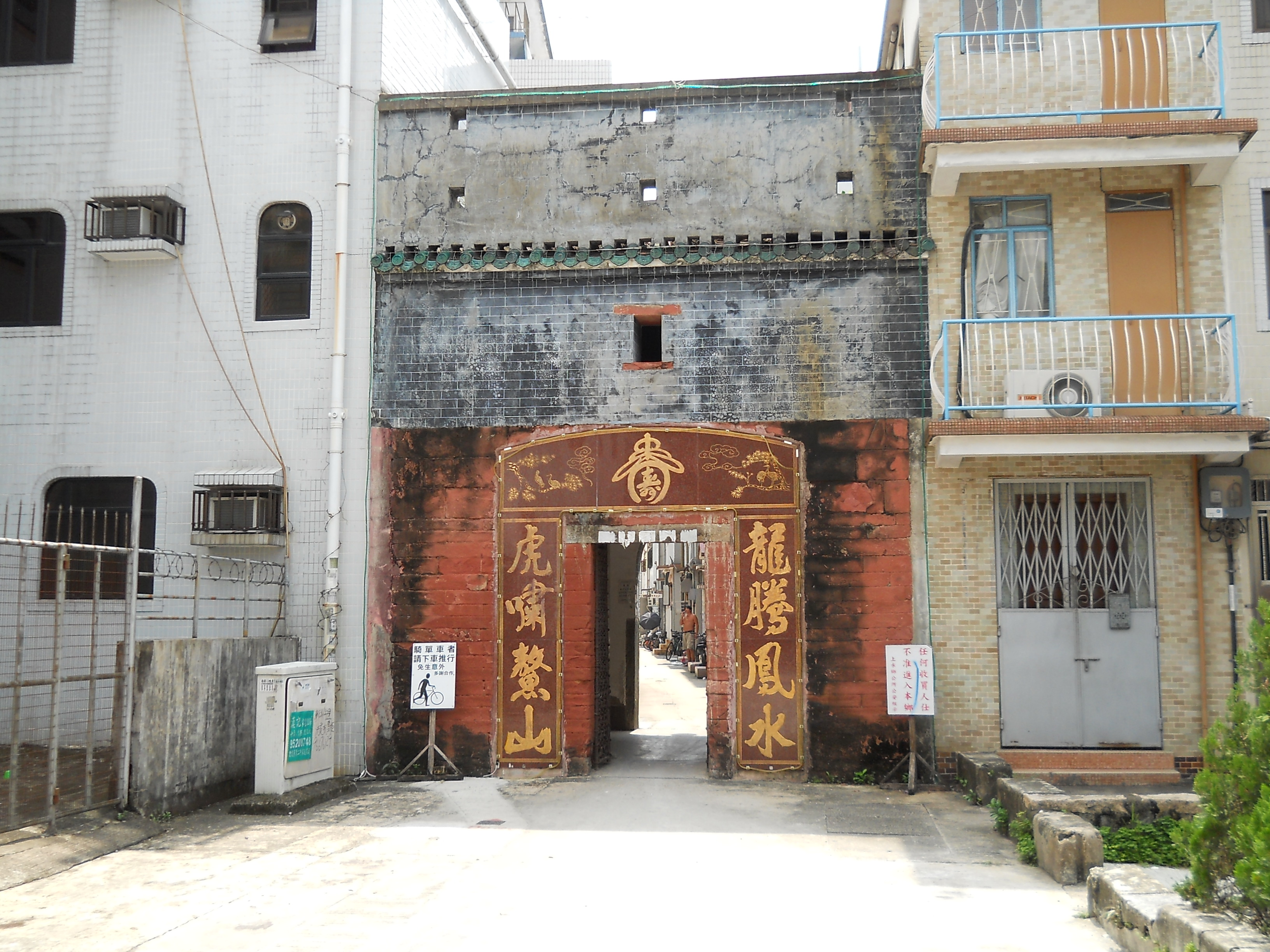
上水鄉

4. ↑  Hugh D.R. Baker , A Chinese Lineage Village : Sheung Shui , London : Cass , 1968 , p20,38.
5. ↑  謝德隆編，《上水鄉二零零六年太平清醮全醮籙》，頁5。
6. ↑  香港城市大學中國文化中心，〈農曆九月初九、初十上水廖氏秋祭〉，http://www.cciv.cityu.edu.hk/website/?redirect=/jiedan/liao/index.php Archive.today的存檔，存档日期2012-08-01
7. ↑  北區區議會：《北區風物志》，頁125-126。
8. ↑  謝德隆編，《上水鄉二零零六年六十年一屆太平清醮特刊》(香港：上水鄉鄉公所，2006)，頁29。
9. 1 2  北區區議會：《北區風物志》，頁126。
10. ↑  《明報》，2004年10月16日，頁K01。
11. ↑  陳蒨，〈香港的民間風俗〉，載王賡武編，《香港史新編》(香港：三聯書店(香港)有限公司，1997)，頁853。
12. ↑  謝德隆編，《上水鄉二零零六年六十年一屆太平清醮特刊》，頁40。
13. ↑  蔡志祥，《打醮：香港的節日和地域社會》(香港：三聯書店(香港)有限公司，2000)，頁87-88。
14. ↑  謝德隆編，《上水鄉二零零六年六十年一屆太平清醮特刊》，頁40-41。
15. ↑  《南方都市報》，2007年4月6日，頁A38。
16. ↑  .   [2020-12-29]. （原始内容存档于2019-10-30）.
17. ↑  .   [2020-12-29]. （原始内容存档于2019-10-30）.
18. ↑  .   [2023-03-23]. （原始内容存档于2023-04-19）.